# ترمکا
ترمکا (به صربی: Trmka) یک منطقهٔ مسکونی در صربستان است که در کورشوملیا واقع شده‌است. ترمکا ۳۶ نفر جمعیت دارد.